# Gymnangium japonicum
Gymnangium japonicum är en nässeldjursart som beskrevs av Watson och Vervoort 200. Gymnangium japonicum ingår i släktet Gymnangium och familjen Aglaopheniidae. Inga underarter finns listade i Catalogue of Life.